# Renzo Rodríguez Bacchia
Renzo Damián Rodríguez Bacchia (Montevideo, 23 de enero de 1999) es un futbolista uruguayo, nacionalizado argentino, que juega como guardameta en Club Atlético Cerro, de la Primera División de Uruguay.

## Trayectoria

### Inferiores
Comenzó su carrera en Danubio con 5 años, y allí estuvo hasta el 2005. Al año siguiente llegaría a Peñarol, dónde se mantuvo en el club por 6 años.
En 2013 tuvo la posibilidad de jugar fuera del país, en River Plate de Argentina, pero solo estuvo un año porque no podía jugar con la selección juvenil.
Regresó a Peñarol y volvió a irse, dando el salto a Europa, a otro grande: el Inter de Milán, aunque solo estuvo un año también y regresó a Peñarol, dónde quedó libre.
En 2017 se confirmó la llegada al Novara, pero solo estuvo 6 meses, quedando libre en el conjunto italiano. Ese mismo año, concreta su llegada a Independiente, regresando al fútbol argentino.

### Independiente
En febrero de 2019 firmó su primer contrato profesional y se convirtió en arquero de Primera. Su contrato tenía una extensión hasta junio de 2021 y en agosto de 2020 firmó por 6 meses más.
El arquero realiza su debut no oficial en el Torneo Internacional de Verano 2022, el 18 de enero frente a Talleres de Córdoba. Su debut oficial llega el 19 de febrero de ese año, en un partido disputado por la Copa de la Liga Profesional ante Vélez Sarsfield, consiguiendo en ese partido su primer valla invicta, dado que el encuentro finalizó 0 a 0. Renzo atajó los dos partidos siguientes, ante Boca y Godoy Cruz, recibiendo 5 goles entre ambos encuentros.

## Selección

### Sub-15
Bacchia debutó en 2012 en un amistoso jugado contra Colón de Argentina, partido que terminó en goleada 7-2 a favor de los charrúas. Luego, disputó 5 partidos más.

### Sub-17
Su debut en la sub-17 llegó en 2014 en un amistoso contra Paraguay que terminó en victoria por 3-0. Durante su estadía por la selección juvenil, disputó 19 partidos y jugó el Sudamericano de 2015.

### Sub-20
Debutó en la sub-20 el 29 de agosto de 2018 en un amistoso contra Argentina, siendo victoria 1-0 para Uruguay. Jugó en total 12 partidos, 9 de ellos por el Sudamericano de 2019 y, además, fue parte del plantel del Mundial del mismo año, aunque no tuvo minutos en él.

## Estadísticas

### Clubes
Actualizado de acuerdo al último partido jugado el 1 de diciembre de 2024.
| Club                                | Div.          | Temporada     | Liga  | Liga  | Liga  | Copas nacionales | Copas nacionales | Copas nacionales | Torneos internacionales | Torneos internacionales | Torneos internacionales | Total | Total | Total |
| Club                                | Div.          | Temporada     | Part. | G. R. | V. I. | Part.            | G. R.            | V. I.            | Part.                   | G. R.                   | V. I.                   | Part. | G. R. | V. I. |
| ----------------------------------- | ------------- | ------------- | ----- | ----- | ----- | ---------------- | ---------------- | ---------------- | ----------------------- | ----------------------- | ----------------------- | ----- | ----- | ----- |
| C. A. Independiente Argentina       | 1.ª           | 2022          | 3     | 5     | 1     | —                | —                | —                | —                       | —                       | —                       | 3     | 5     | 1     |
| C. A. Independiente Argentina       | Total club    | Total club    | 3     | 5     | 1     | 0                | 0                | 0                | 0                       | 0                       | 0                       | 3     | 5     | 1     |
| Cerro Largo F. C. · Uruguay         | 1.ª           | 2023          | 12    | 8     | 7     | —                | —                | —                | —                       | —                       | —                       | 12    | 8     | 7     |
| Cerro Largo F. C. · Uruguay         | Total club    | Total club    | 12    | 8     | 7     | 0                | 0                | 0                | 0                       | 0                       | 0                       | 12    | 8     | 7     |
| Racing Club de Montevideo · Uruguay | 1.ª           | 2024          | 11    | 13    | 4     | 2                | 2                | 0                | 4                       | 3                       | 2                       | 17    | 18    | 6     |
| Racing Club de Montevideo · Uruguay | Total club    | Total club    | 11    | 13    | 4     | 2                | 2                | 0                | 4                       | 3                       | 2                       | 17    | 18    | 6     |
| Total carrera                       | Total carrera | Total carrera | 26    | 26    | 12    | 2                | 2                | 0                | 4                       | 3                       | 2                       | 32    | 31    | 14    |
| 1. 2.                               |               |               |       |       |       |                  |                  |                  |                         |                         |                         |       |       |       |

### Selección
| Selección     | Año           | Amistosos | Amistosos | Eliminatorias | Eliminatorias | Mundial | Mundial | Copa América | Copa América | Sudamericano | Sudamericano | Mundial juvenil | Mundial juvenil | Juegos Olímpicos | Juegos Olímpicos | Total | Total | Media goleadora |
| Selección     | Año           | PJ        | G         | PJ            | G             | PJ      | G       | PJ           | G            | PJ           | G            | PJ              | G               | PJ               | G                | PJ    | G     | Media goleadora |
| ------------- | ------------- | --------- | --------- | ------------- | ------------- | ------- | ------- | ------------ | ------------ | ------------ | ------------ | --------------- | --------------- | ---------------- | ---------------- | ----- | ----- | --------------- |
| Sub-15        | 2012          | 1         | 0         | -             | -             | -       | -       | -            | -            | -            | -            | -               | -               | -                | -                | 1     | 0     | 0               |
| Sub-15        | 2013          | 5         | 0         | -             | -             | -       | -       | -            | -            | -            | -            | -               | -               | -                | -                | 5     | 0     | 0               |
| Sub-15        | Total         | 6         | 0         | -             | -             | -       | -       | -            | -            | -            | -            | -               | -               | -                | -                | 6     | 0     | 0               |
| Sub-17        | 2014          | 11        | 0         | -             | -             | -       | -       | -            | -            | -            | -            | -               | -               | -                | -                | 11    | 0     | 0               |
| Sub-17        | 2015          | -         | -         | -             | -             | -       | -       | -            | -            | 8            | 0            | -               | -               | -                | -                | 8     | 0     | 0               |
| Sub-17        | Total         | 11        | 0         | -             | -             | -       | -       | -            | -            | 8            | 0            | -               | -               | -                | -                | 19    | 0     | 0               |
| Sub-20        | 2018          | 1         | 0         | -             | -             | -       | -       | -            | -            | -            | -            | -               | -               | -                | -                | 1     | 0     | 0               |
| Sub-20        | 2019          | 4         | 0         | -             | -             | -       | -       | -            | -            | 9            | 0            | 0               | 0               | -                | -                | 11    | 0     | 0               |
| Sub-20        | Total         | 5         | 0         | -             | -             | -       | -       | -            | -            | 9            | 0            | 0               | 0               | -                | -                | 14    | 0     | 0               |
| Total carrera | Total carrera | 22        | 0         | -             | -             | -       | -       | -            | -            | 17           | 0            | 0               | 0               | -                | -                | 39    | 0     | 0               |